# Mission de Police Civile des Nations Unies en Haïti
Die Zivilpolizeimission der Vereinten Nationen in Haiti (französisch Mission de Police Civile des Nations Unies en Haïti, MIPONUH) basierte auf der UN-Resolution 1141 vom 28. November 1997 und fand vom Dezember 1997 bis März 2000 statt. Unter MIPONUH wurde die in der Übergangsmission der Vereinten Nationen in Haiti (englisch: United Nations Transition Mission in Haiti, kurz UNTMIH) begonnene Ausbildung der neu aufgestellten Polizei Haitis fortgesetzt.
Geführt wurde der Einsatz seit Oktober 1999 durch den Sonderbeauftragten des Generalsekretärs und Leiter der Mission Alfredo Lopes Cabral aus 
Guinea-Bissau, unterstützt durch den seit Mai 1999 für den Einsatz der polizeidienstlichen Kräfte verantwortlichen Colonel George Gabbardo aus Frankreich. Das Hauptquartier befand sich in Port-au-Prince in Haiti. Eingesetzt waren 300 Zivilpolizeibeamte, unter anderem eine Spezialeinheit der Polizei, unterstützt durch 72 internationale und 133 ortsansässige Mitarbeiter sowie freiwillige Helfer aus 17 Nationen. Beteiligt waren Argentinien, Benin, Frankreich, Indien, Kanada, Mali, Niger, Senegal, Togo, Tunesien und die U.S.A. an der Mission.
Während der Mission kamen sechs Polizeiangehörige und ein ziviler Mitarbeiter von MIPONUH ums Leben.